# Herbert Rosenkranz
Herbert Rosenkranz (geboren 7. Juli 1924 in Wien; gestorben 5. September 2003 in Jerusalem) war ein österreichisch-israelischer Historiker.

## Leben
Rosenkranz ist im Wiener Bezirk Brigittenau aufgewachsen. Seine jüdischen Eltern, Michael und Mircia, geb. Kesten, sowie die Großeltern waren aus Osteuropa zugewandert. Nach dem „Anschluss Österreichs“ musste er 1938 mit seiner Familie emigrieren und lebte in Riga. In den Jahren 1941 bis 1947 war er in Lagern in der Sowjetunion interniert. 1947 bis 1953 studierte Rosenkranz an der Wiener Universität Geschichte und Anglistik. Nach seiner Dissertation über das Judentum der Chasaren wanderte er nach Israel aus. Er unterrichtete zuerst an Gymnasien, bevor er 1955 seine Tätigkeit an der Yad Vashem Gedenkstätte in Jerusalem als Archivar begann. Später wurde er im Archiv Leiter der Abteilung für die Erforschung von NS-Verbrechen. 1960/61 war er Assistent für jüdische Geschichte an der Universität Tel Aviv, von 1968 bis 1977 lehrte er als Lektor an der Hebräischen Universität Jerusalem.
Herbert Rosenkranz hat den Gedenkdienst junger Österreicher in Israel von Anfang an unterstützt. Auch bestand Kontakt zur Deutschen Aktion Sühnezeichen/Friedensdienste e.V. und Herbert Rosenkranz suchte auch den Dialog mit Pfarrern in Deutschland. In den 1980er Jahren war Herbert Rosenkranz als Gastdozent an der Hochschule für Jüdische Studien in Heidelberg sowie an verschiedenen Universitäten in Österreich tätig.
Sein Bruder Kurt Rosenkranz gründete 1993 das Jüdische Institut für Erwachsenenbildung in Wien und seine Tochter Orna Langer ist Musikkritikerin bei Haaretz.

## Werke
- Verfolgung und Selbstbehauptung. Die Juden in Österreich 1938–1945. Herold Verlag, Wien, München 1978.
- Reichskristallnacht. 9. November 1938 in Österreich. Europa, Wien 1968.
- The Anschluß and the Tragedy of Austrian Jewry 1938–1945. In: The Jews of Austria. Hrsg. Josef Fraenkel. Vallentine Mitchell, London 1967, S. 470–545.
- Entrechtung, Verfolgung und Selbsthilfe der Juden in Österreich, März bis Oktober 1938. In: Gerald Stourzh, Birgitta Zaar (Hrsg.): Österreich, Deutschland und die Mächte. Internationale und österreichische Aspekte des „Anschlusses“ vom März 1938. Verlag der ÖAW, Wien 1990, S. 367–417.